# Alta Àustria
|  | Aquest article tracta sobre l'estat de la República d'Àustria. Si cerqueu la divisió de l'Arxiducat d'Àustria, vegeu «Alta Àustria (Habsburg)». |

L'Alta Àustria (en alemany Oberösterreich, en txec Horní Rakousko i en austro-bavarès Obaöstarreich) és un estat d'Àustria. La capital és Linz. Altres ciutats importants són Wels i Steyr. Té fronteres amb Alemanya, la República Txeca i les províncies austríaques Baixa Àustria, Estíria i Salzburg. Amb els seus 11.980 km² i més d'1,3 milions d'habitants és la tercera província d'Àustria.

## Geografia
Tradicionalment, es divideix la província en quatre parts, el Mühlviertel al nord, el Innviertel a l'oest, el Traunviertel en al sud i l'est i el Hausruckviertel. Mentre la part al nord del Danubi és terreny muntanyenc, la zona central és favorable per a l'agricultura. El sud forma part dels Alps. Aquí, es pot veure també una sèrie de llacs, encara molt importants per al turisme.

### Divisió administrativa
Administrativament es divideix en 18 districtes, 3 dels quals corresponen a ciutats estatutàries (en alemany, Statutarstädte):
| BR | Braunau         |
| EF | Eferding        |
| FR | Freistadt       |
| GM | Gmunden         |
| GR | Grieskirchen    |
| KI | Kirchdorf/Krems |

| L  | Linz (districte urbà) |
| LL | Linz-Land             |
| PE | Perg                  |
| RI | Ried im Innkreis      |
| RO | Rohrbach              |
| SD | Schärding             |

| SR | Steyr (districte urbà) |
| SE | Steyr-Land             |
| UU | Urfahr                 |
| VB | Vöcklabruck            |
| WE | Wels (districte urbà)  |
| WL | Wels-Land              |

## Població
Com a la resta d'Àustria, la religió predominant és el catolicisme. Aproximadament un 7,2% de la població és estrangera, d'ells el 53% procedents de l'antiga Iugoslàvia, i altres més d'origen grec i turc.

## Política
La participació en les eleccions del 27 de setembre de 2009 va ser del 80,34%. L'ÖVP va revalidar la seva majoria a l'Alta Àustria i va formar coalició amb Die Grünen, SPÖ i FPÖ.
| partit     | vots    | % vots         | escons (var) |
| ÖVP        | 400.365 | 46,7% (+3,3%)  | 28 (+3)      |
| SPÖ        | 213.555 | 24,9% (-13,3%) | 14 (-8)      |
| FPÖ        | 130.937 | 15,2% (+6,8%)  | 9 (+5)       |
| Die Grünen | 78.569  | 9,1% (+0,1%)   | 4 (=)        |
| BZÖ        | 24.268  | 2,8% (+2,8%)   | 0 (+0)       |
| KPÖ        | 4.812   | 0,5% (-0,2%)   | 0 (=)        |
| DC         | 3.721   | 0,4% (+0,4%)   | 0 (+0)       |
| total      | 872.796 | 100%           | 56           |